# Croix de Tiranges
La croix de Tiranges est une croix monumentale située en France sur la commune de Tiranges, dans la région Auvergne-Rhône-Alpes.

## Localisation
La croix monumentale est située dans le département français de la Haute-Loire, sur la commune de Tiranges, dans l'ancienne région administrative d'Auvergne.

## Historique
La croix a été érigée au XVIe siècle.

## Description
Surélevée par deux à trois marches en blocs à peine équarris, cette croix est soutenue par un fût reposant sur un socle prismatique et doté d'un croisillon. D'un côté, on observe la représentation du Christ avec, à ses pieds, les Saintes Femmes en adoration. De l'autre côté, un ange couronne la Vierge, déployant ses ailes dans la verticale du croisillon agrémenté d'écots et de choux terminaux peu développés.

## Protection
La croix de Tiranges est inscrite au titre des monuments historiques par arrêté du 16 septembre 1949.